# Vrša
Vrša je ribolovna priprava, s katero se lovijo ribe, raki, redkeje pa tudi dvoživke in mehkužci. Uporaba vrš sega že v pradavnino, kar dokazujejo mnoge arheološke najdbe tovrstnih priprav povsod po svetu.
Vrša je sestavljena iz koša, v katerem je nastavljena vaba, vstopne odprtine in vrvi s plovcem, ki hkrati označuje lego vrše v vodi in omogoča njeno izvlačenje. Vrše so sestavljene tako, da žival vstopi v koš skozi konusno odprtino, ki je dvignjena od tal in je na notranji strani vrše le malo širša od merske živali, kateri je namenjena. Po navadi se vrše polaga zvečer ali ponoči.
V preteklosti so bile vrše izdelane iz šibja, danes pa so po navadi izdelane iz kovinskega ogrodja, okoli katerega je ovita kovinska ali iz vrvi stkana mreža.
V Sloveniji je danes v sladkih vodah prepovedan lov z vršami. V preteklosti, ko je bil tak lov še dovoljen so pletli vrše iz vrbovih šib, obroči pa so bili narejeni iz lesa črnega bezga, saj sta ti dve vrsti lesa najbolj odporni na vodo.